# Werner Beuschel
Werner Beuschel (* 1946 in Nürnberg) ist ein deutscher Maschinenbauingenieur, Informatiker und ehemaliger Hochschulprofessor.

## Werdegang
Zunächst erlangte Beuschel einen Abschluss als Maschinenbauingenieur. Nach einer kurzen Dozententätigkeit studierte er Informatik an der Technischen Universität Berlin. Dort wurde er 1987 zum Dr.-Ing. promoviert.
Es schloss sich eine mehrjährige Tätigkeit im Wissenschaftszentrum Berlin für Sozialforschung im Bereich Bedingungen der Beschäftigungsausweitung durch neue Techniken und unternehmerische Initiativen an.
Nach einem Forschungsaufenthalt 1989–1992 an der University of California, Irvine, am Department of Information and Computer Science wurde er an die Fachhochschule Brandenburg (jetzige Technische Hochschule Brandenburg) zum Wintersemester 1993/94 in das Gebiet Informationsmanagement und Unternehmensführung als Professor berufen. Hier baute er unter anderem den Studiengang Wirtschaftsinformatik mit auf. Zwischen 1999 und 2003 war Beuschel stellvertretender Leiter des Bundesleitprojekts „Virtuelle Fachhochschule“ (VFH) und Projektleiter für das Land Brandenburg. Die VFH bot Onlinevorlesungen für verschiedene Bildungseinrichtungen an.

## Forschung und Lehre
Die Schwerpunkte seiner Forschung und Lehre liegen in den Einsatzmöglichkeiten von Informationstechnologien und kooperativen Systemen, wie Social Media, Messenger-Dienste, e-learning-Plattformen oder Computer Supported Cooperative Learning (CSCL) in der Präsenz- und Fernlehre, sowie im Rahmen von Qualifikationsmöglichkeiten in Arbeitsstätten.

## Veröffentlichungen (Auswahl)
- Werner Beuschel (1987): Softwareentwicklung und Sachbearbeiterqualifikation: ein Gestaltungsansatz. Dissertation, TU Berlin, 421 Seiten, Berlin: Ed. Sigma, ISBN 978-3-924859-31-2
- Werner Beuschel (1988): Expertensysteme auf dem Weg in die Arbeitswelt: zur Untersuchung betrieblicher Veränderungen beim Einsatz „Künstlicher Intelligenz“. Berlin: WZB – Wissenschaftszentrum Berlin für Sozialforschung, Forschungsschwerpunkt Arbeitsmarkt u. Beschäftigung (IIMV), 43 Seiten.
- Werner Beuschel, Sabine Gensior, Arndt Sorge (1988): Mikroelektronik, Qualifikation und Produktinnovation: Ergebnisse von Fallstudien. Hrsg. vom VDI/VDE-Technologiezentrum Informationstechnik GmbH, 347 Seiten, Berlin: Ed. Sigma, ISBN 978-3-924859-69-5
- Werner Beuschel, Bernd Groeger (1990): Changes and risks of using expert systems in the engineering design process, Berlin: WZB – Wissenschaftszentrum Berlin für Sozialforschung, Forschungsschwerpunkt Arbeitsmarkt und Beschäftigung (IIMV), 32 Seiten
- Werner Beuschel (1991): Expertensysteme im Betrieb: Fallstudien in den USA zu Auswirkungen auf Arbeitsorganisation und Qualifikation, Berlin: WZB – Wissenschaftszentrum Berlin für Sozialforschung, Forschungsschwerpunkt Arbeitsmarkt und Beschäftigung (FS I), 64 Seiten
- Werner Beuschel, Susanne Draheim (2005): Kooperative Medien in der Gruppenarbei an Hochschule: Erfahrungen mit Weblogs, Konferenzband, Virtuelle Organisation und Neue Medien 2005, Workshop GeNeMe 2005, Gemeinschaft in Neue Medien, TU Dresden, Seiten 347–360